# Station L'Aldea-Amposta-Tortosa

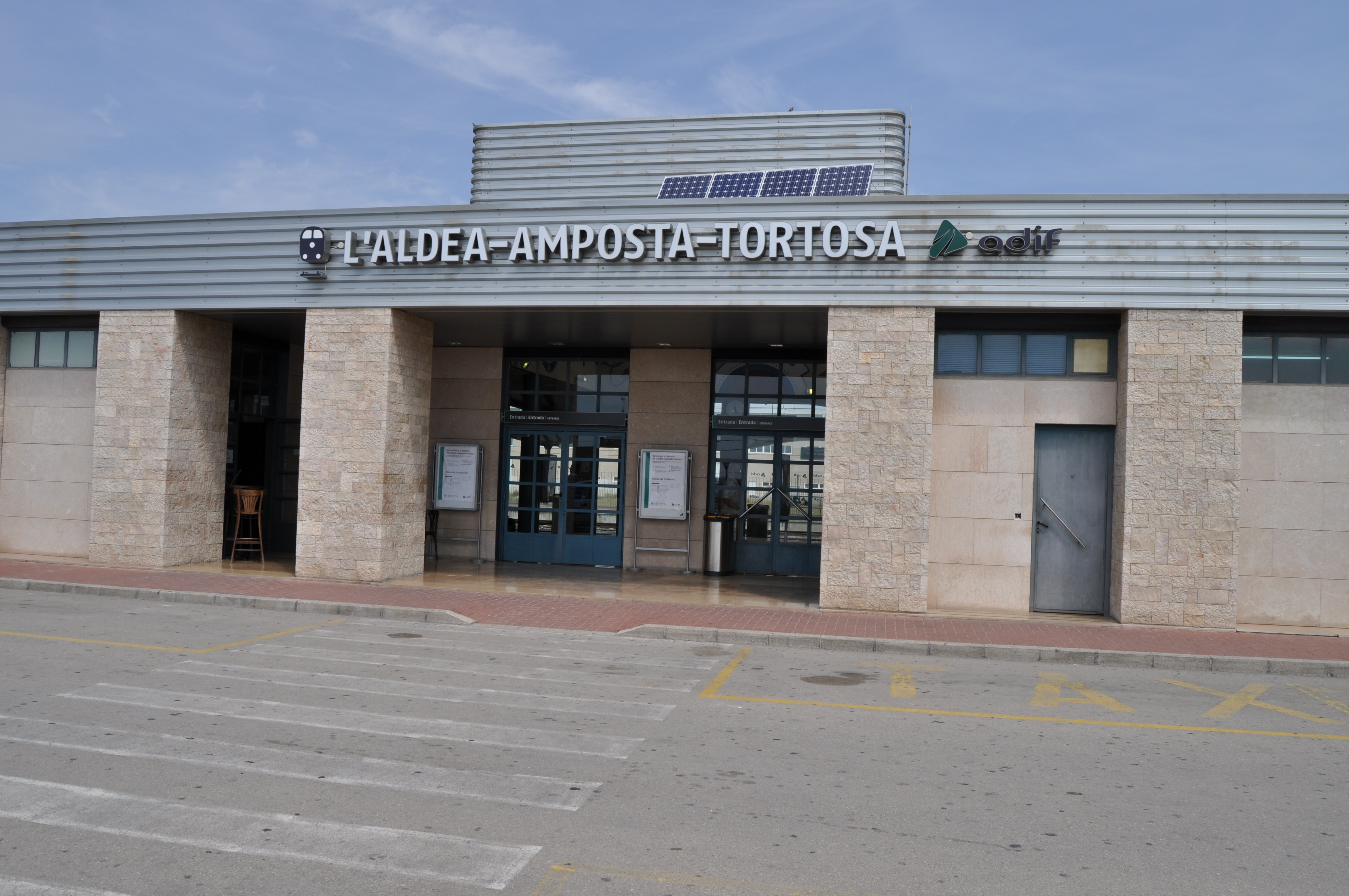
Station L'Aldea-Amposta-Tortosa

Station L'Aldea-Amposta-Tortosa (Catalaans: Estació L'Aldea-Amposta-Tortosa, Spaans: Estación La Aldea-Amposta-Tortosa), is een spoorwegstation (op de spoorlijn Barcelona-Valencia) in L'Aldea dat ook naar de nabije plaatsen Amposta en Tortosa aan de Ebro in de provincie Tarragona van de Spaanse autonome regio Catalonië genoemd is. Het wordt vanaf Barcelona via de Rodaliesspoorlijn 16 (Barcelona-Tortosa) en de Renfespoorlijn 32 (Barcelona-Valencia) bediend. Het station heeft 5 sporen waarvan 2 hoofdsporen zonder perron voor de doorrijdende treinen die daar niet stoppen en 3 zijsporen bereikbaar via een zijperron en een eilandperron voor de daar stoppende treinen.
Er is ook een busstation voor overstappende reizigers bij het treinstation aanwezig.